# آكزهان كازيجيلدين
آكزهان كازيجيلدين (بالقازاقية: Әкежан Мағжанұлы Қажыгелдин)‏ (بالكازاخية: Әкежан Мағжанұлы Қажыгелдин) ولد في 27 مارس 1952، شغل منصب رئيس وزراء كازاخستان حتى استقالته في أكتوبر 1997، ظاهريا لأسباب صحية، على الرغم من العديد من رآها احتجاجا على الاستبداد في كازاخستان. وهو يرأس الآن حزب الشعب الجمهوري الكازاخي، لكنه يعيش في الغرب في المنفى.